# Belmonte (Belo Horizonte)
Belmonte é um bairro da região administrativa do Nordeste, na cidade de Belo Horizonte, em Minas Gerais.

## Historico
O bairro Belmonte surgiu nas terras antes ocupadas pela Fazenda Capitão Eduardo. Sua aprovação se deu em 10/11/1981 pelo Decreto 4069.
O bairro Belmonte está situado na Regional Nordeste de Belo Horizonte, próximo ao Anel Rodoviário, saída para Vitória.
A região onde hoje se localiza pertencia ao município de Santa Luzia, sendo incorporado mais tarde ao município de Belo Horizonte. O loteamento foi parcelamento pela Prefeitura de Belo Horizonte em 1981, totalmente desprovido de qualquer infra-estrutura. 